# Kajmany na igrzyskach Wspólnoty Narodów
Reprezentacja Kajmanów zadebiutowała na igrzyskach Wspólnoty Narodów w 1978 roku na igrzyskach w Edmonton (Kanada) i od tamtej pory  wystartowała na wszystkich organizowanych zawodach. Jedyny złoty medal dla Kajmanów wywalczyła sprinterka Cydonie Mothersill na dystansie 200 metrów w 2010 roku podczas igrzysk w Nowym Delhi.

## Klasyfikacja medalowa
| Igrzyska          | Złoto | Srebro | Brąz | Razem |
| ----------------- | ----- | ------ | ---- | ----- |
| 1978 Edmonton     | 0     | 0      | 0    | 0     |
| 1982 Brisbane     | 0     | 0      | 0    | 0     |
| 1986 Edynburg     | 0     | 0      | 0    | 0     |
| 1990 Auckland     | 0     | 0      | 0    | 0     |
| 1994 Victoria     | 0     | 0      | 0    | 0     |
| 1998 Kuala Lumpur | 0     | 0      | 0    | 0     |
| 2002 Manchester   | 0     | 0      | 1    | 1     |
| 2006 Melbourne    | 0     | 0      | 0    | 0     |
| 2010 Nowe Delhi   | 1     | 0      | 0    | 1     |
| Razem             | 1     | 0      | 1    | 2     |

### Według dyscyplin
| Dyscyplina    | Złoto | Srebro | Brąz | Razem |
| ------------- | ----- | ------ | ---- | ----- |
| Lekkoatletyka | 1     | -      | 1    | 2     |
| Razem         | 1     | 0      | 1    | 2     |